# Bernieridae
Bernieridae là một họ chim trong bộ Passeriformes. Họ này được xác lập năm 2010 gồm 12 loài chim rừng nhỏ đặc hữu của Madagascar. Trước đây chúng từng được xếp trong các họ như Pycnonotidae, Sylviidae và Timaliidae.

## Phân loại học
Trước đây thuộc họ Pycnonotidae:
- Chi Bernieria – trước đây thuộc Phyllastrephus: 2 loài.
  - Bernieria madagascariensis
  - Bernieria inceleber
- Chi Xanthomixis – trước đây thuộc Phyllastrephus; có thể đa ngành: 3 loài.
  - Xanthomixis zosterops
  - Xanthomixis cinereiceps
  - Xanthomixis apperti

Trước đây thuộc họ Sylviidae
- Chi Thamnornis: 1 loài.
  - Thamnornis chloropetoides
- Chi Cryptosylvicola: 1 loài.
  - Cryptosylvicola randrianasoloi

Trước đây thuộc họ Timaliidae
- Chi Hartertula – trước đây thuộc chi Neomixis: 1 loài.
  - Hartertula flavoviridis
- Chi Crossleyia: 2 loài.
  - Crossleyia xanthophrys
  - Crossleyia tenebrosa (đồng nghĩa: Xanthomixis tenebrosus/Xanthomixis tenebrosa)
- Chi Oxylabes: 1 loài.
  - Oxylabes madagascariensis
- Chi Randia: 1 loài.
  - Randia pseudozosterops